# Brednäbbad blåsmyg
Brednäbbad blåsmyg (Chenorhamphus grayi) är en fågel i familjen blåsmygar inom ordningen tättingar.

## Utseende och läte
Brednäbbad blåsmyg är en liten fågel med ljusblå undersida, mörkare blå rygg och brunaktiga vingar. På huvudet syns ett svart ögonstreck, mustaschstreck och mindre tydligt hjässband. Honan har ljus buk. Lätet beskrivs som en serie med snabba ljusa toner.

## Utbredning och systematik
Fågeln förekommer på norra Nya Guinea (Fågelhuvudhalvön till floden Sepik) och ön Salawati. Den behandlas som monotypisk, det vill säga att den inte delas in i några underarter.

## Levnadssätt
Brednäbbad blåsmyg hittas i ursprunglig skog i låglänta områden och förberg. Där ses den i gläntor lämnade av fallna träd. Jämfört med koboltblåsmygen är den mer begränsad till yngre växtlighet.

## Status
IUCN kategoriserar arten som livskraftig men inkluderar även den närbesläktade arten svartkronad blåsmyg (Chenorhamphus campbelli) i bedömningen.